# Onthophagus opacicollis
Onthophagus opacicollis es una especie de coleóptero de la familia Scarabaeidae.

## Distribución geográfica
Habita en el paleártico: la Europa mediterránea, Oriente Próximo y el Magreb.